# 31-ва доброволческа гренадирска СС дивизия
31-ва доброволческа гренадирска СС дивизия (на немски: 31. SS-Freiwilligen-Grenadier-Division) е пехотна дивизия от Вафен-СС по време на Втората световна война. Сформирана е през септември 1944 г. от унгарските фолксдойче (етнически германци), най-вече от района на Бачка.
Към ноември 1944 г. участва в бойните действия на Унгарския фронт. През януари 1945 г. дивизията е изпратена в Австрия и реформирана като танкова дивизия тип 45, само с два батальона във всеки полк и само три взвода във всяка рота. Присъединява се към 17-а армия в Силезия, където е обградена от Червената армия. Предава се близо до Храдец Кралове през май 1945 г.

## Командир
- Оберфюрер Густав Ломбард – 1 октомври 1944 г. – април 1945 г.[2]
- Бригадефюрер, генерал-майор от СС войските Вилхелм Трабанд – април 1945 г. – 8 май 1945 г.[2]

## Състав на дивизията
- 78-и доброволчески гренадирски СС полк
- 79-и доброволчески гренадирски СС полк
- 80-и доброволчески гренадирски СС полк (това подразделение е унищожено и сформирано отново от полицейски СС полк Бризен през 1945 г.)
- 31-ви артилерийски СС полк
- 31-ви фюзилерски СС батальон (това подразделение е унищожено в Унгария и е заменено от унгарския гренадирски СС батальон „Szálasi“ през март 1945 г.)
- 31-ви свързочен СС батальон
- 31-ви снабдителен СС батальон
- 31-ви противотанков СС батальон
- 31-ви пионерски СС батальон
- 31-ва медицинска СС рота
- 31-ва ветеринарна СС рота[1]